# کارماسکالی (شهرستان کارماسکالینسکی، باشقیرستان)
کارماسکالی (انگلیسی: Karmaskaly, Karmaskalinsky District, Bashkortostan) یک شهرک در شهرستان کارماسکالینسکی استان باشقیرستان کشور روسیه است.